# Волков-Муромцев, Александр Николаевич
Алекса́ндр Никола́евич Во́лков-Му́ромцев (23 января 1844 или 1849, Санкт-Петербург или Порховский уезд, Псковская губерния — 21 мая 1928 или 1 мая 1928, Венеция) — русский учёный в области химии и агрономии, художник-акварелист (подписывался как A. N. Roussoff), искусствовед. Представлен в Третьяковской галерее.

## Биография
Родился в столичной дворянской семье. Отец — надворный советник Николай Степанович Волков, мать — Наталия Александровна (урождённая Дмитриева-Мамонова). С 1853 года в связи со службой отца семья жила в Варшаве, с 1860 — в Дерпте. Окончив гимназию, поступил на математическое отделение Дерптского университета, включавшее в себя также кафедры химии, ботаники, сельского хозяйства и технологии, а также другие. Занимался химией, физикой и ботаникой, получил диплом по агрономии и продолжил учёбу в Гейдельбергском университете, в котором защитил докторскую диссертацию о воздействии света на хлорофилл.
В 1867 году отправился в Англию, где женился на Элис Гор (Alice Gore). До 1871 года жил в своем имении в Псковской губернии, затем несколько лет — в Германии, где занимался научной деятельностью. Около 1875 года вернулся в Россию и начал работать в Новороссийском университете в Одессе на кафедре физиологии растений. Во время pусско-турецкой войны был вице-президентом Международного Красного Креста, в те же годы получил в наследство от двоюродного брата отца земельные владения в Рязанской губернии, с условием взять также и его фамилию — Муромцев, и с тех пор стал называться Волков-Муромцев.
Брал частные уроки рисования в Дрездене и учился живописи в Мюнхенской академии художеств, после чего решил посвятить себя искусству и отказался от академической карьеры. В 1880 году вместе с семьей поселился в Венеции, с 1883 года жил в одном из дворцов семейства Барбаро, переименованном в палаццо Барбаро-Волкофф. С 1891 года состоял в любовной связи с Элеонорой Дузе, одной из известнейших актрис мира; одно время Дузе даже жила в его венецианском дворце. Переписка Волкова и Дузе опубликована.
Писал акварельные пейзажи, интерьеры храмов и дворцов, портреты и жанровые сцены в академической салонной манере. Большинство работ хранится в зарубежных частных собраниях. Также писал статьи по искусству и оставил воспоминания, опубликованные после его смерти. Свои живописные работы подписывал псевдонимом Roussoff, участвовал во многих выставках в разных странах. Среди русских почитателей его таланта был П. М. Третьяков, который приобрёл для свой коллекции его акварель «Купленная» (1892).
Похоронен на греко-православной части кладбища Сан-Микеле в Венеции, рядом с детьми — Верой и Гавриилом.